# Sireli Maqala
Pas d'image ? Cliquez ici

a Compétitions nationales et continentales officielles uniquement.

b Matchs officiels uniquement.
Dernière mise à jour le 7 janvier 2023.
Sireli Maqala, né le 20 mars 2000 à Labasa (Fidji), est un joueur fidjien de rugby à XV et rugby à sept. Il évolue avec l'Aviron bayonnais en Top 14 depuis 2021. Il est médaillé d'or avec la sélection fidjienne à sept aux Jeux olympiques de Tokyo en 2021. Joueur polyvalent, il est formé aux postes d'arrière et de demi d'ouverture, mais joue davantage au centre et à l'aile depuis son arrivée en Europe.

## Biographie

### Jeunesse et formation
Né et élevé à Labasa sur l'île de Vanua Levu, Sireli Maqala pratique le football et le rugby lors de son enfance.
Il se focalise sur le rugby lorsqu'il rejoint le lycée de Ratu Kadavulevu (en), où il joue avec l'équipe de l'établissement. À cette période, il joue aux postes de demi d'ouverture ou d'arrière. Il mène son équipe vers le titre national lycéen en 2017 et 2018,. Il inscrit un doublé lors de la finale 2018. En 2018 également, il dispute le  Sanix World Rugby Youth Tournament (en), un tournoi rassemblant plusieurs lycées du monde, et s'apparentant à une Coupe du monde lycéenne. Il remporte cette compétition, disputé à Fukuoka au Japon, après une finale gagnée face aux néo-zélandais de la Hastings Boys' High School,.
Maqala représente la sélection scolaire fidjienne en 2018 à l'occasion d'une tournée en Nouvelle-Zélande.
Après avoir terminé le lycée, il rejoint l'université du Pacifique Sud du Suva afin d'étudier l'aménagement du territoire, mais abandonne au bout d'un semestre pour se consacrer à sa carrière de joueur de rugby.

### Début de carrière aux Fidji et titre olympique
Sireli Maqala joue à partir de 2019 avec le club amateur de Nabua, dans le championnat de la région de Suva. C'est avec cette équipe qu'il se fracture un bras lors d'un match, ce qui l'écarte des terrains pour une longue durée.
Remis de sa blessure, il est sélectionné au début de l'année 2020 avec l'équipe des Fidji des moins de 20 ans pour préparer le prochain mondial junior,. Lors d'un entraînement avec sa sélection, il se blesse à nouveau gravement, cette fois à la jambe, qu'il se casse en trois segments. Il se fait opérer dans la foulée et, malgré un diagnostic initial de son médecin défavorable quand la poursuite de sa carrière, parvient à retrouver son niveau plusieurs mois après.
Il fait son retour à la compétition en septembre 2020 avec le club de Suva en Skipper Cup,. Il remporte la compétition, après que son équipe termine sans avoir perdu aucun match.
À la fin de l'année 2020, il dispute plusieurs tournois nationaux de rugby à sept, où il est repéré par le sélectionneur de l'équipe des Fidji de rugby à sept Gareth Baber (en), qui l'intègre à son effectif pour préparer les Jeux olympiques de Tokyo,. En janvier 2021, il joue avec les LAR Barbarians lors d'une série de tournois au Fidji, jouant aux côtés d'internationaux fidjiens à sept comme Jerry Tuwai,. Il joue ensuite avec la réserve de la sélection nationale à sept lors du tournoi Fiji Bitter Marist à Suva en mars,.
Avec les Flying Fijians, il dispute son premier tournoi officiel lors du championnat d'Océanie de rugby à sept, que son équipe remporte,,.
Malgré son inexpérience, ses performances lors de la préparation lui permettent d'être sélectionné comme treizième joueur dans le groupe retenu pour disputer les Jeux olympiques,. Ce rôle est celui de réserviste, utilisable uniquement après la blessure d'un des douze joueur de l'effectif, mais un amendement du CIO permet finalement à ce treizième joueur d'être présent sur n'importe quelle feuille de match,. Lors du tournoi, largement maîtrisée par son équipe, il joue six matchs (dont cinq comme titulaire), et se fait remarquer par son talent,. Il se distingue en inscrivant un essai lors de la demi-finale face à l'Argentine, puis un autre en finale contre la Nouvelle-Zélande. Avec son équipe, il remporte la médaille d'or, après une finale remportée sur le score de 27 à 12.

### Carrière en France à Bayonne
Quelques jours après son titre olympique, Sireli Maqala s'engage avec le club français de l'Aviron bayonnais, évoluant en Pro D2. En août 2021, les médias fidjiens annoncent qu'il a décidé de renoncer à son contrat avec Bayonne, et qu'il souhaite rejoindre à la place la franchise des Fijian Drua, devant disputer la saison 2022 de Super Rugby,. Finalement, après un imbroglio juridique et médiatique de plus de deux mois, il rejoint le club basque à la fin du mois d'octobre,. Après moins de deux semaines d'adaptation, il joue son premier match le 18 novembre contre Oyonnax. Dès ses premières apparitions, il se montre performant et impressionne par son talent ses coéquipiers et entraineurs,.
Devenu rapidement indiscutable au sein de la ligne de trois-quarts bayonnaise, il participe pleinement à l'obtention du titre de champion de France de Pro D2 au terme de la saison, et donc à l'accession du club en Top 14,. Il prolonge alors son contrat jusqu'en juin 2024.
Lors de l'été 2022, il fait son retour avec la sélection fidjienne à sept à l'occasion des Jeux du Commonwealth de Birmingham. les Fidjiens terminent le tournoi à la seconde place. Au mois de septembre suivant, il ne participe pas à la Coupe du monde 2022, à cause de problèmes de visa.
Avec Bayonne, il poursuit sur sa lancée au début de la saison 2022-2023 de Top 14, et il est considéré comme l'un des joueurs les plus en vue de son équipe,. En décembre 2022, il prolonge à nouveau son contrat avec le club basque, portant son engagement jusqu'en 2025.
Maqala est sélectionné pour la première fois avec l'équipe des Fidji de rugby à XV en octobre 2022, à l'occasion de la tournée d'automne en Europe. Il obtient sa première sélection, en tant que remplaçant, le 5 novembre 2022 face à l'Écosse à Murrayfield. Il joue un deuxième match avec les Fidji, non considéré comme une sélection officielle, deux semaines plus tard face aux Barbarians français. Il marque un essai à cette occasion, participant à la large victoire de son équipe.

## Palmarès

### En club
- Vainqueur de la Skipper Cup en 2020 avec Suva.
- Vainqueur de la Pro D2 en 2022 avec l'Aviron bayonnais.

### En équipe nationale
- 2021 : Vainqueur du championnat d'Océanie avec l'équipe des Fidji de rugby à sept.
- 2021 :  Médaille d'or aux Jeux olympiques 2020 à Tokyo avec l'équipe des Fidji de rugby à sept.
- 2022 :  Médaille d'argent aux Jeux du Commonwealth 2022 à Birmingham avec l'équipe des Fidji de rugby à sept.